# ポケモンはらはらリレー
「ポケモンはらはらリレー」は、愛河里花子／タケシ（上田祐司）のシングル。2000年6月7日にピカチュウレコードから発売された。

## 作品概要
- 五番街のシングルランキングで10位（2000年6月5日〜11日）を記録した[1]。

ポケモンはらはらリレー
- テレビアニメ『ポケットモンスター』の8代目エンディングテーマとして、第143話から第151話、第163話から第172話の間に使用された。
- 愛河の特技を生かし、曲調は途中まで早口言葉風に進行していく。
- 同時収録されている「ポケモンはらはら2リレー（むずかし版）」は、更に歌詞が細かくなっているため、早口言葉の難易度も上がっている。こちらの曲も9代目エンディングテーマ曲として第152話から第156話の間に使用されている。

タケシのパラダイス
- テレビアニメ『ポケットモンスター』10代目エンディングテーマとして第157話から第162話までと『サイドストーリー』第1話で使用された。
- この曲はタケシの持ち歌（キャラクターソング）であり、第243話、『AG』86話、『DP』第87話ではタケシが実際にエンディングアニメーション同様の衣装で両手にマラカスを持って歌ったり、『AG』105話でもタケシが衣装を披露した（歌う場面は省略）[注 1]ほか、『DP』特別編の第193話でもタケシのテーマ曲扱いで挿入歌として使用された。その後も『DP』の最後まで何度もアニメ本編で利用されている。また、第243話と『AG』第86話では英語の吹き替えでこの曲が流れた。
- エンディングとして流れた期間は6話と最も短く、これはPTA団体から「タケシの真似をする子供が急増した」とのクレームが殺到したためだという説が一部で言われていたが、これは間違いであり、元から期間限定のエンディングであったことがタケシ役のうえだゆうじにより明言されている[2]。
- 新無印第139話（『めざせポケモンマスター』第3回）にて、本編では約23年ぶりに「タケシのパラダイス」がエンディングとして使用され、オチでタケシにキスを迫るルージュラの肌の色が黒色から紫色に修正された。

## 収録曲
1. ポケモンはらはらリレー [3:18]
歌：愛河里花子
作詞：戸田昭吾、作曲・編曲：たなかひろかず
  - テレビアニメ『ポケットモンスター』8代目エンディングテーマ
2. タケシのパラダイス [3:40]
歌：タケシ（上田祐司）
作詞：戸田昭吾、作曲・編曲：たなかひろかず
  - テレビアニメ『ポケットモンスター』10代目エンディングテーマ
3. ポケモンはらはら2リレー（むずかし版） [3:06]
歌：愛河里花子
作詞：戸田昭吾、作曲・編曲：たなかひろかず
  - テレビアニメ『ポケットモンスター』9代目エンディングテーマ
4. ポケモンはらはらリレー（オリジナルカラオケ） [3:18]
5. タケシのパラダイス（オリジナルカラオケ） [3:38]